# صنج معلق
الصنج المعلق هو أي صنج يقرع بعصا أو مضرب بدل أن يضرب بصنج آخر. تحتوي معظم أطقم الطبول على صنجين معلقين على الأقل: صنج كراش وصنج رايد.

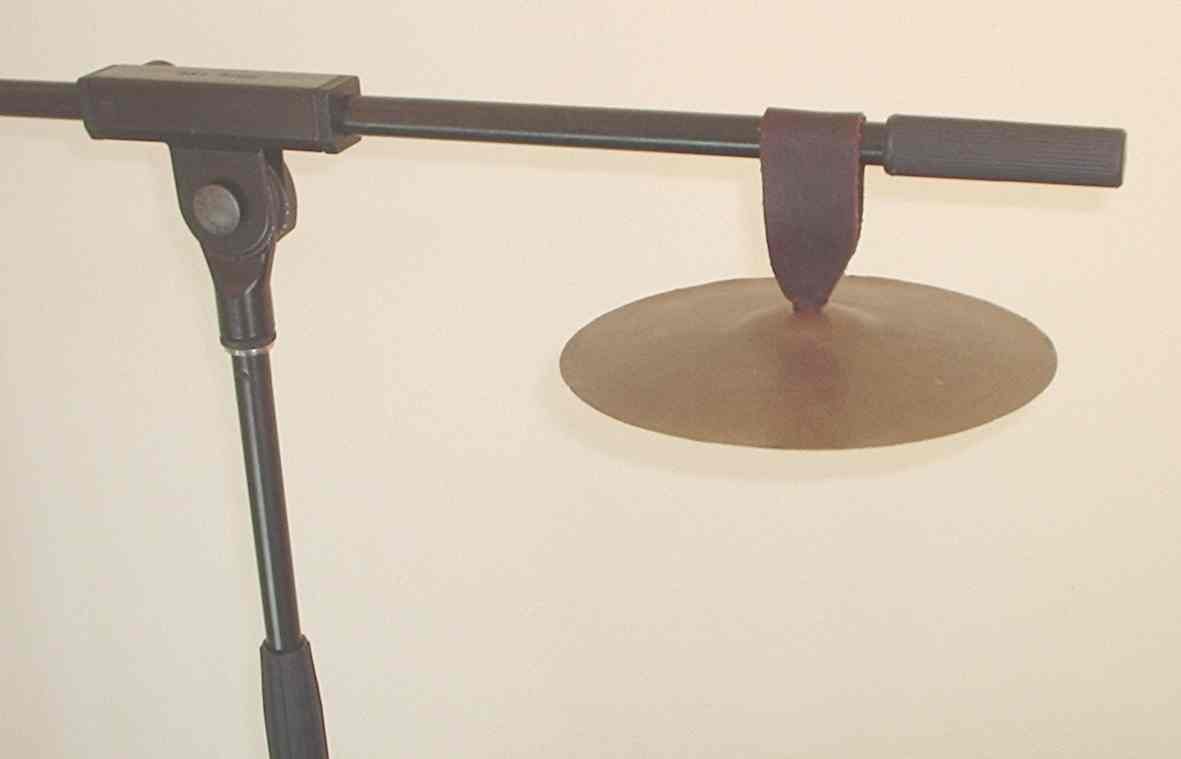
صنج معلق كلاسيكي

## تاريخ
يأتي المصطلح من الأوركسترا المعاصرة حيث يشير مصطلح صنوج عادة لزوج من صنوج التصادم. كانت أول الصنوج المعلقة المستخدمة في الأوركسترا المعاصرة فردا من زوج صنوج تصادم معلقا بحبل من الأعلى (تقعره موجه للأسفل). ما زالت هذه التقنية تستخدم أحيانا لكن عوضتها بشكل كبير صنوج خاصة بثقوب أكبر للتركيب يمكن تركيبها على حامل صنوج.
يستعمل المصطلح أحيانا بمعناه الأصلي المتعلق بصنج التصادم، وهذا هو الاستعمال الموجود في التدوينات القديمة الذي قد يقصده الملحنون المعاصرون أيضا. لذلك من الضروري التأكد من التقنية المقصودة قبل تنفيذها.
ومن جهة أخرى، تمنع بعض الأوركسترات هذا الاستعمال للصنوج. تكون الصنوج الرفيعة عرضة للتلف عند قرعها بقوة باستعمال مضرب.